# Квікув
Квікув (пол. Kwików) — село в Польщі, у гміні Щурова Бжеського повіту Малопольського воєводства. Населення — 249 осіб (2011).
У 1975—1998 роках село належало до Тарновського воєводства.

## Демографія
Демографічна структура станом на 31 березня 2011 року:
|          | Загалом | Допрацездатний вік | Працездатний вік | Постпрацездатний вік |
| -------- | ------- | ------------------ | ---------------- | -------------------- |
| Чоловіки | 120     | 32                 | 76               | 12                   |
| Жінки    | 129     | 31                 | 72               | 26                   |
| Разом    | 249     | 63                 | 148              | 38                   |